# Nahual

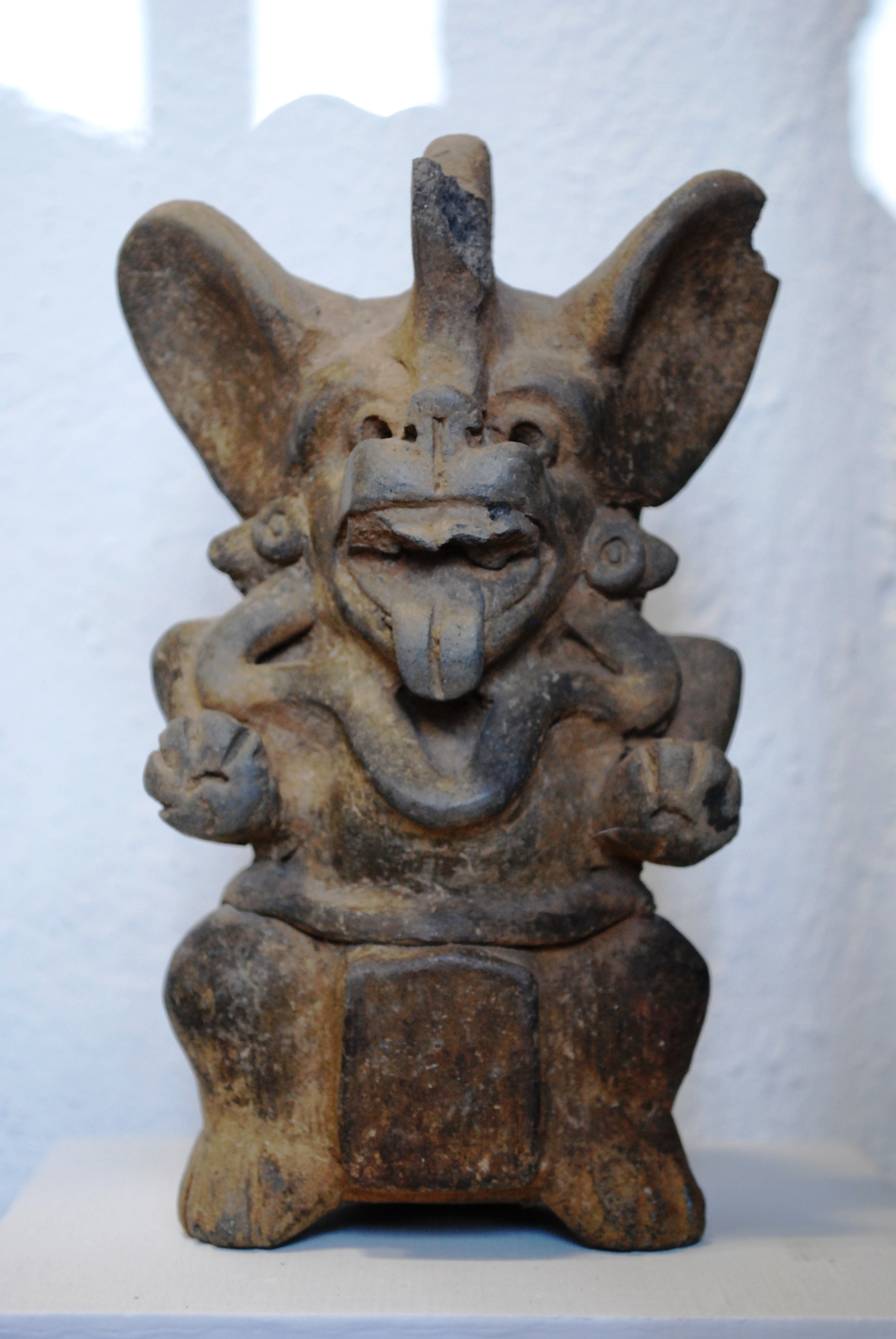
Una statuina di ceramica raffigurante un nahual, conservata al Museo Anahuacalli di Città del Messico

Nagual o Nahual ("ciò che si nasconde", "maschera", "travestimento" o "occultamento") è un termine usato nelle mitologie mesoamericane per indicare uno spirito protettivo personale, simile all'angelo custode od un alter ego.
Gli Aztechi e i Maya credevano che potesse apparire in forma animale o vegetale, e fosse così strettamente legato a un essere umano che la morte o il ferimento dell'uno colpissero sempre entrambi. Anche alle divinità veniva attribuito un nagual: ad esempio, si dice che il colibrì fosse il nagual del Huitzilopochtli, e il serpente piumato del Quetzalcoatl.
Per estensione, la parola nagual indicava anche lo stregone-sciamano in grado di assumerne le sembianze. 
Si tratta di un concetto complementare a quello di tonal, con cui gli antropologi l'hanno spesso confuso, perché entrambi i principi potevano essere rappresentati da uno spirito animale.

## Storia del termine

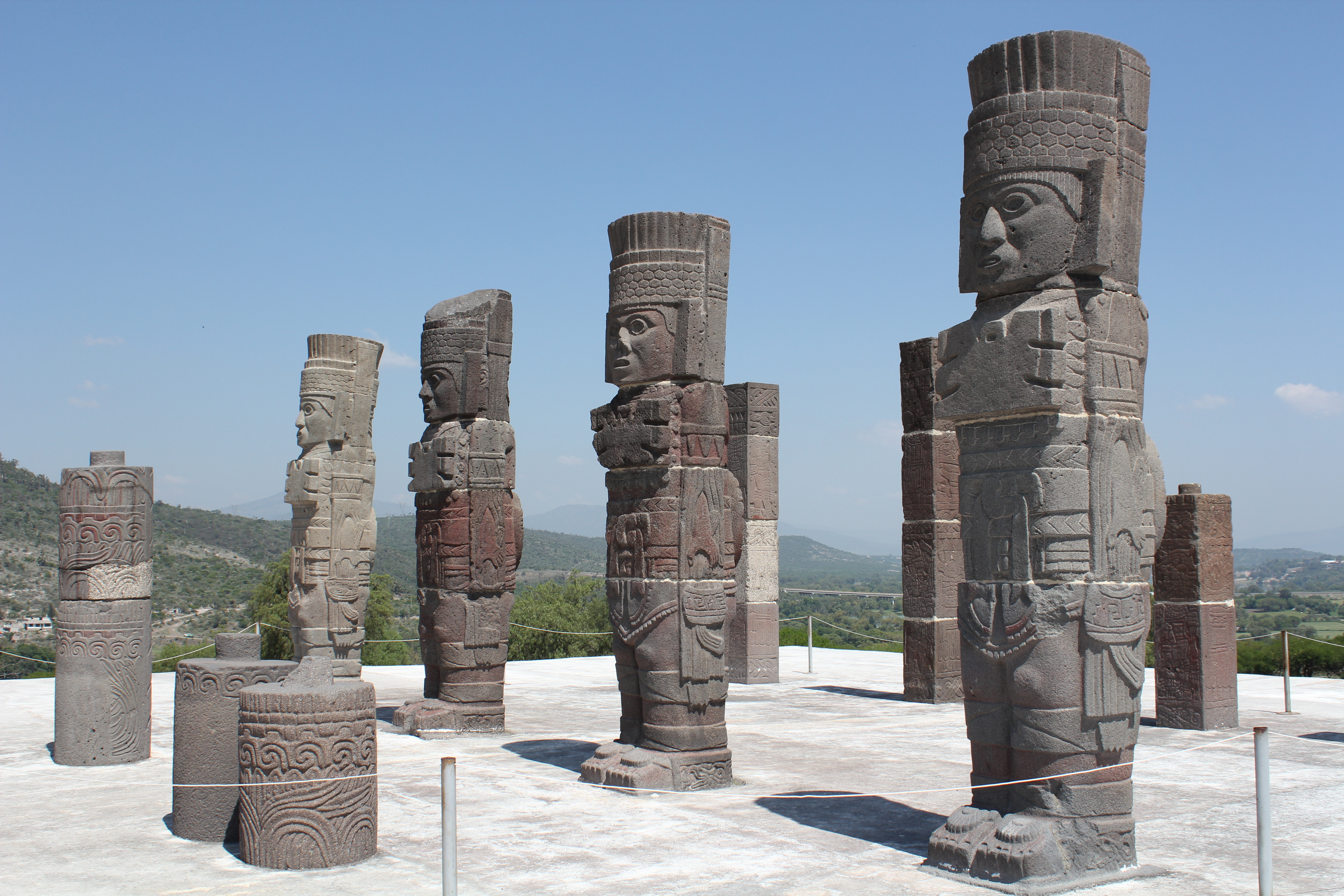
Sculture di guerrieri toltechi conosciuti come Atlantidi, a Tula, nello stato messicano di Hidalgo, che nella descrizione di Castaneda simboleggiano il nagual, misterioso e imperscrutabile.
Dietro di loro sono collocate colonne rettangolari associate viceversa al tonal (ricoperte di iscrizioni perché simbolegganti l'ambito della comprensione).

Questa figura mitologica catturò talmente l'immaginazione dei governanti coloniali spagnoli che Brasseur de Bourbourg (1859) e Brinton (1894) la considerarono molto più di un tradizionale mito indigeno pagano sopravvissuto in maniera frammentaria fino alla loro epoca, mescolatosi con influenze cristiane. Lo designarono come Nagualismo, riconoscedogli un carattere di organizzazione segreta, basata su rituali occulti, piuttosto duratura e presumibilmente molto diffusa, i cui membri potevano provenire da contesti culturali e linguistici anche diversi tra loro.
La parola nagual doveva assumere in effetti un ampio spettro di significati tra le diverse tribù dell'America centrale a causa della disintegrazione e della migrazione azteca. Uno dei significati più adottati nella traduzione inglese era The Transforming Witch, lo «stregone che si trasforma», ed era usato per individui ritenuti capaci di metamorfosi. Un altro significato era lo spirito o totem guardiano personale.
A differenza però del tonal che è individuale, il nagual esula dalla personalità per abbracciare un senso di totalità e di mistero sconfinato, in cui è in grado di penetrare soltanto lo sciamano.

## Tradizione mitologica
A seconda del giorno di nascita dell'antico calendario divinatorio, ogni persona riceve un differente nahual. I genitori possono privare il figlio della sua custodia fino a che lui maturi abbastanza per usarne la conoscenza in un modo responsabile. Questo per il fatto che la presenza dell'animale può influire sulle caratteristiche del bambino. Per esempio, un toro è forte, quindi se il nahual di un bambino è un toro lui potrebbe usarlo in maniera irresponsabile per trarne vantaggio, agendo in modo da prendere ciò che vuole.
In generale gli individui non rivelano alle altre persone i propri nahual, a meno che con costoro non abbiano una stretta relazione.

## Altri usi del termine
Nei libri dello scrittore Carlos Castaneda il termine viene usato anche per descrivere una persona che è capace di guidare gli altri verso nuove aree della percezione, e viene quindi considerato come un benefattore degli iniziati, una sorta di guida verso la libertà totale. Un tale maestro sarebbe infatti dotato di un potente organismo energetico. «Questo fa di un nagual, che può essere sia un uomo sia una donna, un condottiero nato per guidare altri stregoni».
Più in generale, secondo lo scrittore, il Nagual è contrapposto al Tonal, inteso come tutto ciò che può essere esplicato e compreso dalla ragione: in definitiva il Nagual è una realtà che trascende la comprensione puramente intellettuale e di cui si può solo essere testimoni.